# Villers-Pater
Villers-Pater är en kommun i departementet Haute-Saône i regionen Bourgogne-Franche-Comté i östra Frankrike. Kommunen ligger i kantonen Montbozon som tillhör arrondissementet Vesoul. År 2022 hade Villers-Pater 49 invånare.

## Befolkningsutveckling
Antalet invånare i kommunen Villers-Pater
| Referens: INSEE |